# 작센급 호위함

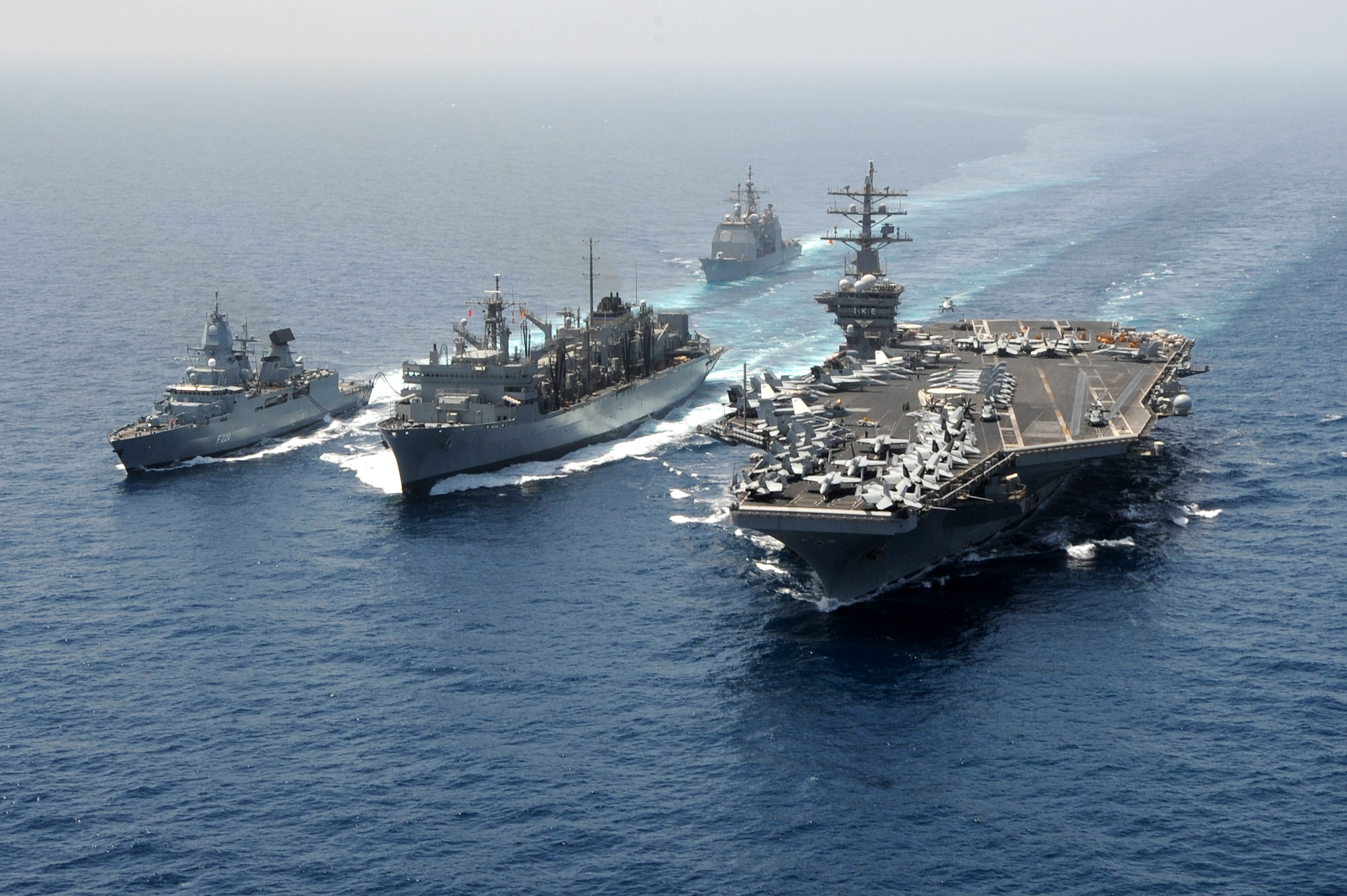
미국 아이젠아워 항공모함, 미국 보급함, 독일 작센급, 뒤에는 미국 타이콘데로가급 이지스 순양함

작센급 호위함은 독일 해군이 보유한 최신형 이지스 호위함이다. 2001년, 2002년, 2003년에 진수했으며, 3척을 보유하고 있다.

## 독일 호위함
유럽 최대 경제대국 독일이 보유한 이지스함은 작센급 3척이 전부이다. 독일 해군은 5천톤 작센급 이지스함 3척, 바덴 뷔 르템 베르크급 호위함 1척, 4천톤 브란덴부르크급 호위함 4척, 3천톤 브레멘급 호위함 2척 등 모두 10척의 호위함을 보유하고 있다.
3천톤 브레멘급 호위함 4척을 7천톤 F125급 호위함 4척으로 대체할 계획이다. F125급 호위함은 기준배수량이 7천톤으로 세종대왕급 구축함과 같은 크기로 추정된다.
이와 비교하여, 한국 해군은 1만톤 세종대왕급 이지스 구축함 3척, 4천톤 충무공이순신급 구축함 9척, 3천톤 광개토대왕급 구축함 3척 등 모두 15척의 호위함을 보유하고 있다. 각국마다 구축함, 호위함에 대한 명칭은 혼동이 있다.

## 독일형 이지스함
작센급은 미국의 마크 41 수직발사대 32개를 탑재, 레이시온 스탠다드 미사일 24발과 레이시온 ESSM 32발을 탑재했다. 마크 41 수직발사대 1개에는 ESSM 4발이 장착된다. 그러나 레이다는 미국 록히드 마틴 AN/SPY-1 이지스 레이다가 아니라 프랑스 탈레스 APAR 레이다를 사용하고 있다.

## 레이다

### APAR 레이다
- 탐지거리 : 150 km
- 동시추적 표적 : 200개
- 모듈 소자 : 3,424 개
- 주파수 : X 밴드
- 제조국 :  네덜란드

## 같이 보기
- 브란덴부르크급 호위함
- 독일 해군
- 호리존급 호위함